# Могильно (озеро)
Могильно или Могилинское — озеро в Красноармейской волости Себежского района Псковской области.
Площадь — 3,1 км² (313,8 га, с островами — 3,3 км² или 325,8 га), максимальная глубина — 7,4 м, средняя глубина — 4,2 м. Площадь водосборного бассейна — 360,0 км².
На берегу озера расположены деревни: Демехово, Ульково.
Проточное. Относится к бассейну реки Неведрянка, притока реки Великая.
Тип озера лещово-судачий. Массовые виды рыб: щука, лещ, судак, плотва, окунь, густера, уклея, красноперка, карась, линь, ерш, язь, елец, голавль, верховка, пескарь, налим, вьюн, щиповка, голец, бычок-подкаменщик; широкопалый рак (единично).
Для озера характерны: в литорали — песок, галька, камни, заиленный песок, в центре — ил, заиленный песок, камни; в прибрежье — луга, леса, поля, болото.